# Stożkówka kremowoochrowa
Stożkówka kremowoochrowa, hełmówka nawozowa (Conocybe pygmaeoaffinis (Fr.) Kühner) – gatunek grzybów z rodziny gnojankowatych (Bolbitiaceae).

## Systematyka i nazewnictwo
Pozycja w klasyfikacji według Index Fungorum: Conocybe, Bolbitiaceae, Agaricales, Agaricomycetidae, Agaricomycetes, Agaricomycotina, Basidiomycota, Fungi.
Po raz pierwszy opisał go w 1857 r. Elias Fries nadając mu nazwę Agaricus pubescens. Obecną, uznaną przez Index Fungorum nazwę nadał mu Robert Kühner w 1935 r.
Ma 8 synonimów. Niektóre z nich:
- Conocybe friesii S. Lundell 1953
- Pholiotina friesii (S. Lundell) Enderle 1994
- Pholiotina pygmaeoaffinis (Fr.) Singer 1950[2].

Stanisław Domański w 1955 r. nadał mu polską nazwę hełmówka nawozowa, Władysław Wojewoda w 2003 r. zmienił ją na stożkówka kremowoochrowa.

## Morfologia
Kapelusz
Średnica 2–4(6) cm, początkowo dzwonowato wypukły, później wypukły, na koniec płaski z garbem. Powierzchnia gładka, falisto pomarszczona, nieco błyszcząca i podczas wilgotnej pogody lepka. Jest higrofaniczny; w wilgotnych warunkach ma barwę od ciemno ochrowej do brązowo tytoniowej, w suchych od jasno ochrowej do pomarańczowobrązowej. Brzeg równy, ostry, lekko prążkowany.
Blaszki
Wąsko przyrośnięte, szerokie, początkowo blado ochrowo-brązowe, później ciemno ochrowe do pomarańczowo-brązowych. Ostrza delikatnie wełniste.
Trzon
Wysokość 5–10 cm, grubość 3–5 mm, cylindryczny, czasem lekko zakrzywiony, pusty, kruchy. Powierzchnia biała, wełnisto owłosiona do delikatnie podłużnie żłobionej, satynowa.
Miąższ
Ochrowobrązowy, cienki, o delikatnym zapachu i bez wyraźnego smaku.
Cechy mikroskopowe
Zarodniki 7,2–9,7 × 4,3–5,3 μm, eliptyczne, gładkie, grubościenne. Wysyp zarodników czerwono-brązowy.

## Występowanie i siedlisko
Podano stanowiska stożkówki kremowoochrowej w Ameryce Północnej, Europie i azjatyckiej części Rosji, najwięcej w Europie. W Polsce w 2003 r. znane były tylko dwa stanowiska podane przez S. Domańskiego i M. Lisiewską i innych.
Naziemny grzyb saprotroficzny. Występuje w lasach, parkach, ogrodach, na łąkach, na glebie lub szczątkach butwiejących roślin, także na niewielkich kawałkach drewna. Owocniki tworzy pojedynczo lub w grupach, późnym latem i jesienią.
Grzyb niejadalny.